# أنغانا تشاترجي
أنغانا تشاترجي (من مواليد نوفمبر 1966) هي عالمة أنثروبولوجيا وناشطة ومؤرخة نسوية هندية، ترتبط أبحاثها ارتباطًا وثيقًا بعملها الدعوي وتركز بشكل أساسي على الهند. تعمل حاليًا باحثة في مركز العرق والجنس بجامعة كاليفورنيا في بيركلي.

## سيرة
ترتبط بحوثها بالقضايا السياسية والاجتماعية في بلادها. من خلال تعليمها في الأنثروبولوجيا ، أصبحت أنغانا على دراية بقضايا الغالبية ، العنف القائم على الجنس وحقوق الإنسان في إقليم كشمير الهندي ؛ والعنف المرتبط بالتعديل الديني في مقاطعة أوديشا.كما تدرس قضايا الشتات والهويات السياسية في المجتمع الأمريكي. تشاترجي هي أصل المحكمة الدولية لحقوق الإنسان والعدالة في منطقة كشمير والتي شاركت في المسؤولية عنها بين نيسان / أبريل 2008 وكانون الأول / ديسمبر 2012.
في عام 2012 ، بالتعاون مع شاشي بولوسوار ، بدأت أنغانا مشروع حل النزاعات المسلحة وحقوق الإنسان ، ومقرها في جامعة بيركلي ، كاليفورنيا. نُشر التقرير الأول للمشروع في عام 2015 تحت عنوان «الوصول إلى العدالة للنساء: الرد الهندي على العنف الجنسي في الجماعات» بالشراكة مع المعهد القانوني لحقوق الإنسان. في نفس العام جاءت دراستها حول الديمقراطية المتصارعة والعنف القائم على النوع الاجتماعي: الحق في الشفاء

## حياتها الشخصية
ابنتها هي بهولا تشاترجي (مواليد 1922)، وهي مدافعة اجتماعية ومتحمسة عن استقلال الهند وقاضي محكمة.